# Swansea City Ladies Football Club
El Swansea City Ladies Football Club es un club de fútbol femenino de la ciudad de Swansea,  es la rama femenina del Swansea City Association Football Club y juega en la Welsh Premier League, máxima categoría del fútbol femenino en el país.

## Historia
Formado en 2002, el equipo fue miembro de la Welsh Premier League inaugural en 2009/10 y llegó a la cima de la Conferencia Sur, ganando sus seis partidos.
Disputó la finalísima con las ganadoras de la Conferencia Norte, Caernarfon Town Ladies FC, y la ganadora consiguió el título y se convirtió en la representante de Gales en la Liga de Campeones Femenina de la UEFA 2010-11.
Por primera vez se clasificó para las competiciones de la UEFA en 2010 después de ganar la Welsh Premier League. Como Gales no está en las ligas superiores según el coeficiente de la UEFA para mujeres, el equipo tuvo que pasar por la fase de clasificación de la Liga de Campeones Femenina de la UEFA. El Swansea City quedó eliminado en el Grupo 5 y se emparejó con el ŽNK Krka 
de Eslovenia, que acogió al mini grupo, los principales cabezas de serie CF Bardolino Verona de Italia y FC Zugdidi de Georgia. Swansea logró una victoria en su grupo, venciendo a FC Zugdidi 2-1 y terminó el grupo en el tercer lugar, por lo que no pudo pasar a las etapas eliminatorias.
Defendieron su título local en 2011 nuevamente contra el Caernarfon Town Ladies FC con una victoria final por 3-1, por lo que participarían en la Liga de Campeones Femenina de la UEFA 2011-12.

## Torneos internacionales
Liga de Campeones Femenina de la UEFA
| Año     | Ronda                    | J  | G | E | P | GF | GC |
| ------- | ------------------------ | -- | - | - | - | -- | -- |
| 2010-11 | Fase de grupos           | 3  | 1 | 0 | 2 | 2  | 12 |
| 2011-12 | Fase de grupos           | 3  | 1 | 0 | 2 | 4  | 10 |
| 2017-18 | Fase de grupos           | 3  | 0 | 0 | 3 | 0  | 17 |
| 2020-21 | Clasificación - 1.ª fase | 1  | 0 | 0 | 1 | 0  | 3  |
| Total   |                          | 10 | 2 | 0 | 8 | 6  | 42 |

## Palmarés
| Competición nacional            | Títulos                            | Subcampeonatos                     |
| ------------------------------- | ---------------------------------- | ---------------------------------- |
| Welsh Premier League (4/4)      | 2009–10, 2010–11, 2016–17, 2019-20 | 2014–15, 2015–16, 2017–18, 2018–19 |
| Copa de la Premier League (1/2) | 2016                               | 2015, 2019                         |
| Copa de Gales Femenina (3/2)    | 2011, 2015, 2018                   | 2014, 2017                         |